# Lleó (Castella i Lleó)

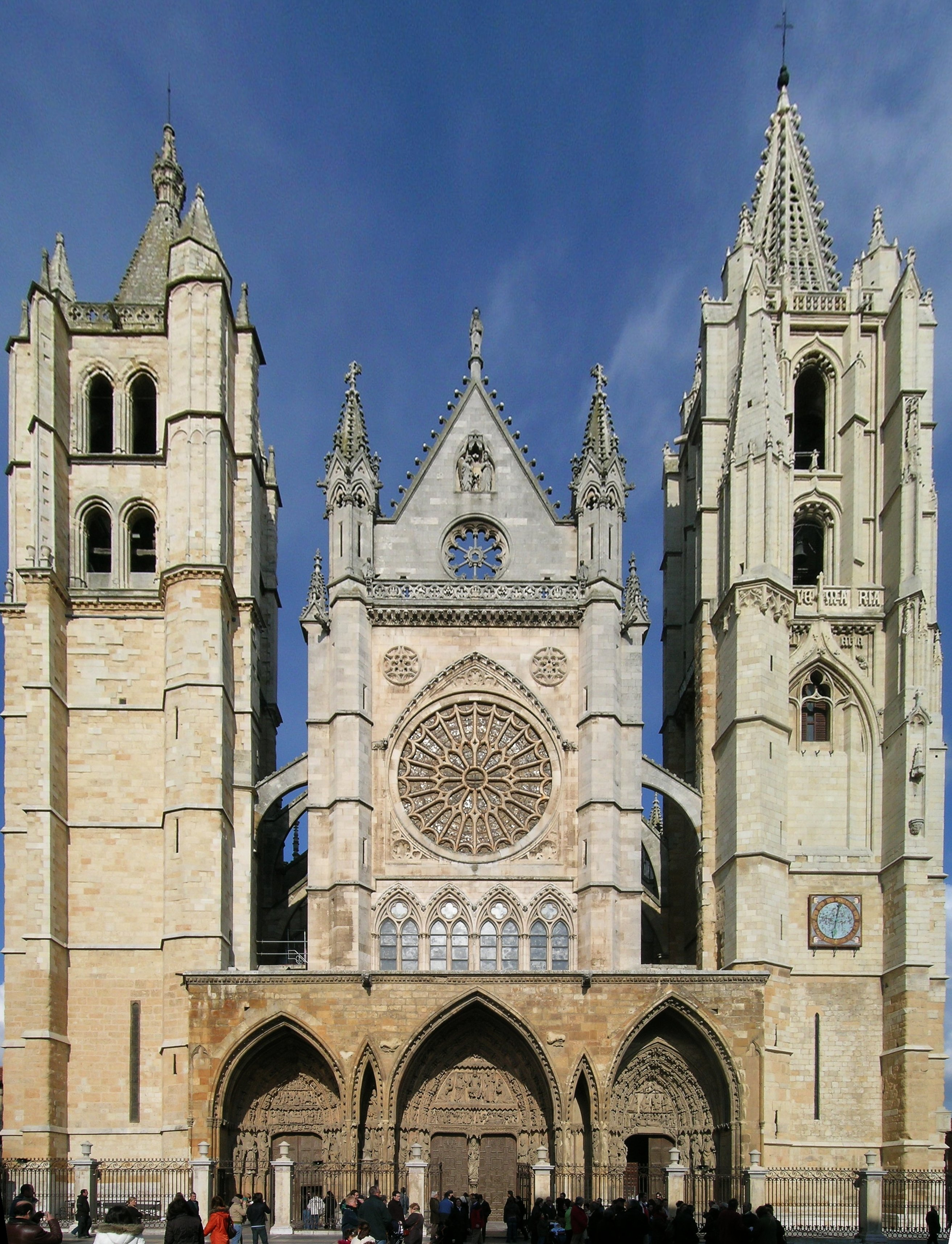
Catedral de Lleó

Lleó (en castellà i oficialment León, en lleonès Llión) és la capital de la província de Lleó i capital històrica de l'antic Regne de Lleó. Nascuda a un campament militar romà de la Legió VI Victrix, instal·lat en la confluència dels rius Bernesga i Torío cap al 29 aC, el seu caràcter de ciutat campamental es va consolidar amb l'assentament definitiu de la Legió VII Gemina ja en el segle i. Amb l'arribada dels musulmans a la Península, la ciutat es veu parcialment despoblada. El 846 els cordovesos van destruir amb l'ajut d'almanjanecs la ciutat de Lleó, que havia estat repoblada poc anys abans pels cristians. En 856 Lleó rep un nou impuls repoblador com a part del Regne d'Astúries. Serà Garcia I qui en 910 converteixi a la ciutat de León al capdavant del més important regne cristià de la península Ibèrica en l'època, donant inici al Regne de Lleó, la vigència nominal del qual perviu fins al segle xix, si bé ja des de l'edat mitjana la ciutat va perdre la importància i embranzida d'antany, en part per la pèrdua de la seva independència deguda la unió de la corona lleonesa a la castellana, definitiva des de 1301, constituint al costat d'altres regnes i territoris la Corona de Castella. El 2005 es va inaugurar el Museu d'Art Contemporani de Castella i Lleó.

## Demografia
| Any  | Habitants |
| ---- | --------- |
| 1900 | 15.580    |
| 1910 | 18.117    |
| 1920 | 21.399    |
| 1930 | 29.337    |
| 1940 | 44.755    |
| 1950 | 59.549    |
| 1960 | 73.483    |
| 1970 | 105.235   |
| 1981 | 131.134   |

| Any  | Habitants |
| ---- | --------- |
| 1990 | 137.758   |
| 1991 | 147.625   |
| 1992 | 144.539   |
| 1993 | 146.175   |
| 1994 | 147.311   |
| 1995 | 147.780   |
| 1996 | 145.242   |
| 1998 | 139.809   |
| 1999 | 139.809   |

| Any  | Habitants |
| ---- | --------- |
| 2000 | 138.006   |
| 2001 | 137.384   |
| 2002 | 135.794   |
| 2003 | 135.634   |
| 2004 | 135.789   |
| 2005 | 136.414   |
| 2006 | 136.985   |
| 2007 | 135.059   |
| -    | -         |

## Divisió administrativa
La ciutat està dividida en els següents barris:
| - Área 17 - Armunia - Arturo Eyríes - Nucli Antic - Cruce de Armunia - El Crucero - El Ejido - Ensanche - Eras de Renueva - La Asunción - La Chantría - La Inmaculada - La Lastra - La Palomera - La Sal - La Torre - La Vega - La Victoria - Las Ventas |  | - Obra Sindical del Hogar - Oteruelo de la Valdocina - Paraíso-Cantinas - Patronato viviendas militares - Pinilla - Puente Castro - San Esteban - San Lorenzo - San Mamés - San Martín - San Pedro - Santa Ana - Santa Marina - Santa Olaja - Trobajo del Cerecedo |

## Eleccions municipals de 2003
Les eleccions municipals del 25 de maig de 2003 donaren com a resultat una victòria del Partit Popular, a dos regidors de la majoria absoluta:
| Municipi | Partit   | Vots   | %     | Regidors | +/- |
| --- | -------- | ------ | ----- | -------- | --- |
| Lleó 121.611 hab. amb dret a vot (27 regidors) Tot. votants: 77.878 (65,28%) Abstenció: 41.412 (34,72%) Vots Blanc: 1.819 (2,34%) Vots Nuls: 502 (0,64%) | PP       | 29.788 | 38,50 | 12       | -   |
| Lleó 121.611 hab. amb dret a vot (27 regidors) Tot. votants: 77.878 (65,28%) Abstenció: 41.412 (34,72%) Vots Blanc: 1.819 (2,34%) Vots Nuls: 502 (0,64%) | PSOE     | 26.324 | 34,24 | 10       | +   |
| Lleó 121.611 hab. amb dret a vot (27 regidors) Tot. votants: 77.878 (65,28%) Abstenció: 41.412 (34,72%) Vots Blanc: 1.819 (2,34%) Vots Nuls: 502 (0,64%) | UPL      | 14.889 | 19,24 | 5        | -   |
| Lleó 121.611 hab. amb dret a vot (27 regidors) Tot. votants: 77.878 (65,28%) Abstenció: 41.412 (34,72%) Vots Blanc: 1.819 (2,34%) Vots Nuls: 502 (0,64%) | IU-C y L | 2.014  | 2,60  | 0        | =   |
| Lleó 121.611 hab. amb dret a vot (27 regidors) Tot. votants: 77.878 (65,28%) Abstenció: 41.412 (34,72%) Vots Blanc: 1.819 (2,34%) Vots Nuls: 502 (0,64%) | Altres   | 2.374  | 3,10  |          |     |

Després d'anys de govern del PP, un pacte de Govern entre els regidors del PSOE i de la UPL va dur a l'ajuntament al socialista Francisco Fernández, col·locant al temps com a tinent d'alcalde a l'en aquells dies portaveu lleonesista José María Rodríguez de Francisco. No obstant això, tot just un any després, i després del congrés de la Unió del Poble Lleonès celebrat a Astorga, dos dels regidors lleonesistes de l'Ajuntament de Lleó: el mateix De Francisco —un dels fundadors de la formació política—, i Covadonga Soto, van abandonar el partit però no les seves actes de regidors. A conseqüència d'aquesta nova situació, ambdós regidors van ser apartats del govern municipal conviertiéndose en transfugues i donant suport al Partit Popular.
Després d'això, el 3 de desembre 2004 el consistori lleonès va canviar de signe polític: l'equip de govern socialista-leonesista va ser substituït per altre del Partit Popular, presidit per Mario Amilivia, que va dur novament De Francisco a ser tinent d'alcalde i regidor d'esports. La moció de censura celebrada aquest dia en l'edifici de San Marcelo es va viure entre fortes mesures de seguretat, ja que la notícia va tenir abast nacional: el debat va arribar a les Corts espanyoles, ja que el PSOE va acusar al PP de trencar el Pacte Antitransfuguisme, que pretenia evitar girs en la política recolzant-se en càrrecs electes que haguessin estat expulsats o haguessin abandonat la formació amb la qual van assolir el seu càrrec. Al mateix temps, i mentre en el ple de l'Ajuntament es votava la moció, uns 2.500 lleonesos es manifestaven davant ell acusant De Francisco de chaquetero.
El pacte es va mantenir fins al final de la legislatura, ja que els regidors tránsfugues van fundar un nou partit lleonesista, anomenat Partit Autonomista Lleonès - Unitat Lleonesista, després de tractar de recuperar les sigles de la Unió del Poble Lleonès, partit del que De Francisco va ser un dels fundadors.

## Eleccions de 2007
Els resultats dels comicis del 27 de maig de 2007 van ser els següents:
| Municipi | Partit    | Vots   | %     | Regidors | +/- |
| --- | --------- | ------ | ----- | -------- | --- |
| Lleó 118.907 hab. amb dret a vot (27 regidors) Tot. votants: 73.690 (63,11%) Abstenció: 43.074 (36,89%) Vots Blanc: 1.610 (2,18%) Vots Nuls: 533 (0,72%) | PSOE      | 32.292 | 44,14 | 13       | +   |
| Lleó 118.907 hab. amb dret a vot (27 regidors) Tot. votants: 73.690 (63,11%) Abstenció: 43.074 (36,89%) Vots Blanc: 1.610 (2,18%) Vots Nuls: 533 (0,72%) | PP        | 27.472 | 37,55 | 11       | -   |
| Lleó 118.907 hab. amb dret a vot (27 regidors) Tot. votants: 73.690 (63,11%) Abstenció: 43.074 (36,89%) Vots Blanc: 1.610 (2,18%) Vots Nuls: 533 (0,72%) | UPL       | 7.962  | 10,88 | 3        | -   |
| Lleó 118.907 hab. amb dret a vot (27 regidors) Tot. votants: 73.690 (63,11%) Abstenció: 43.074 (36,89%) Vots Blanc: 1.610 (2,18%) Vots Nuls: 533 (0,72%) | PAL-UL    | 1.743  | 2,38  | 0        | =   |
| Lleó 118.907 hab. amb dret a vot (27 regidors) Tot. votants: 73.690 (63,11%) Abstenció: 43.074 (36,89%) Vots Blanc: 1.610 (2,18%) Vots Nuls: 533 (0,72%) | IU-LV CyL | 1.052  | 1,44  | 0        | =   |
| Lleó 118.907 hab. amb dret a vot (27 regidors) Tot. votants: 73.690 (63,11%) Abstenció: 43.074 (36,89%) Vots Blanc: 1.610 (2,18%) Vots Nuls: 533 (0,72%) | Altres    | 1.026  | 1,28  |          |     |

L'Ajuntament de Lleó, un dels més disputats i dels més emblemàtics per la seva relació amb el President José Luis Rodríguez Zapatero, finalment la va guanyar el PSOE, amb 13 regidors, una xifra històrica per a aquest partit, que mai havia estat la força més votada de l'Ajuntament. El PP va perdre dos regidors, quedant-se amb onze. Finalment la UPL, afectada per l'escissió del PAL-UL, va aconseguir 3 regidors, enfront dels 5 que va aconseguir en els anteriors comicis; no obstant això la UPL va ser qui va decidir quin partit havia de governar en l'Ajuntament de Lleó, car la majoria del PSOE no era absoluta. El PAL-UL i IU no van aconseguir cap representació en l'Ajuntament.
Finalment, després d'un pacte de marcat caràcter lleonesista, el PSOE, amb Francisco Fernández al capdavant van passar a governar la ciutat durant els següents quatre anys, on els principals objectius seran, a més de reclamar una autonomia lleonesa, el sanejament dels comptes, les infraestructures i la integració del ferrocarril.

## Ciutats agermanades
- Bragança, Portugal
- Porto, Portugal
- León (Guanajuato), Mèxic
- Vorónej, Rússia
- Dublín, Irlanda

## Personatges il·lustres
- Diego Abad de Santillán (1897-1983), militant anarquista, escriptor i editor.
- Buenaventura Durruti, sindicalista i revolucionari anarquista.
- Félix Gordón Ordás, veterinari i polític, President de la República Espanyola a l'exili.
- José Luis Rodríguez Zapatero, president del Govern d'Espanya.
- Café Quijano, grup musical
- Julio Llamazares, escriptor
- Alejandro Gutiérrez del Barrio (1895-1964) compositor i director d'orquestra.
- Rogelio Villar, (1873-1938) compositor i crític musical.
- Pedro Blanco López (1883-1919), compositor, pianista i crític musical.